# Eva Meyer-Hermann
Eva Meyer-Hermann (* 1962 in Köln) ist deutsche Kunsthistorikerin, Ausstellungskuratorin. Sie veröffentlicht zahlreiche Schriften zur modernen Kunst.

## Leben und Werk
Eva Meyer-Hermann begann 1981 ihr Studium an der Staatlichen Kunstakademie Stuttgart und wechselte im Jahr darauf an die Universität Bonn, um dort Kunstgeschichte, Klassische Archäologie und Städtebau zu studieren. Sie wurde 1991 bei Eduard Trier mit einer Arbeit über Das Phänomen Bodenplastik mit Auszeichnung („summa cum laude et egregia“) promoviert.
Von 1992 bis 1995 arbeitete Eva Meyer-Hermann als Kuratorin an den Krefelder Kunstmuseen Haus Lange/Haus Esters. Danach wurde sie Vizedirektorin der Kunsthalle Nürnberg und dort wenig später auch Direktorin (bis 1998).
1999–2001 war sie Gründungsdirektorin für die private Sammlung Hauser und Wirth in der Lokremise St. Gallen. Parallel dazu war sie als Kuratorin/Direktorin für die Friedrich Christian Flick Collection in Zürich verantwortlich. 2002 erfolgte ein Ruf an das städtische Van Abbemuseum in Eindhoven, wo sie vier Jahre als Senior Curator arbeitete.
Seit 2005 ist sie freischaffende Publizistin und „Kurator für Künstler“. Ihr Büro Curator for Artists befindet sich in Berlin-Mitte. Eva Meyer-Hermann erhielt von der niederländischen Abteilung der Association Internationale des Critiques d’Art für ihre Ausstellung und Publikation Andy Warhol. Other Voices, Other Rooms den Dutch AICA Award 2008. 2009 wurde ihr Konzept für die Ausstellung Mike Kelley. Themes & Variations from 35 Years im Stedelijk Museum Amsterdam mit dem Turing Art Grant ausgezeichnet.
Seit 2014 hat Eva Meyer-Hermann Werkverzeichnisse zu Zvi Goldstein und Luc Tuymans und die erste umfassende Monografie zu Daniel Richter verfasst. Seit 2019 arbeitet Eva Meyer-Hermann gemeinsam mit Johannes Schmidt an der Erstellung des Werkverzeichnisses der Arbeiten auf Papier von Luc Tuymans.

## Ausstellungen (Auswahl)
- 1996: Carl Andre – Sculptor, Haus Lange/Haus Esters, Krefeld, parallel im Kunstmuseum Wolfsburg, danach Modern Art Oxford.
- 1998: Jason Rhoades – The Purple Penis and the Venus, erste Retrospektive, Kunsthalle Nürnberg und Van Abbemuseum, Eindhoven.
- 1999: Paul McCarthy – Dimensions of the Mind. Überblicksausstellung in der Lokremise, St. Gallen (Schweiz).
- 2003: Nach Kippenberger. Umfassende Martin-Kippenberger-Retrospektive, Van Abbemuseum, Eindhoven und Museum Moderner Kunst, Wien.
- 2004: Lucy McKenzie – Deathwatch. Produktion einer ortsspezifischen Installation im Van Abbemuseum, Eindhoven.
- 2004: Paul McCarthy – Brain Box Dream Box. Retrospektive im Van Abbemuseum, Eindhoven. Weitere Station: CAC Málaga.
- 2005: EindhovenIstanbul, Van Abbemuseum, Eindhoven. Retrospektive aus 18 Jahren Istanbul Biennale mit insgesamt 40 Künstlern.
- 2006/2007: Allan Kaprow – Art as Life. Retrospektive, Van Abbemuseum, Eindhoven und Haus der Kunst, München. Weitere Stationen: Kunsthalle Bern, Villa Croce, Genua, MOCA in Los Angeles.
- 2007/2009: Andy Warhol – Other Voices, Other Rooms. Umfassende Retrospektive im Stedelijk Museum, Amsterdam. Weitere Stationen: Moderna Museet, Stockholm, Hayward Gallery, London und Wexner Center for the Arts in Columbus, OH.
- 2011: Kippenberger Meets Picasso, Málaga.
- 2014 Blicke! Körper! Sensationen! Ein anatomisches Wachskabinett und die Kunst im Deutschen Hygiene-Museum Dresden.

## Publikationen (Auswahl)
- Werkverzeichnis Zvi Goldstein: The Limits of My Knowledge, Distanz Verlag Berlin, 2014.
- Luc Tuymans – Catalogue Raisonné of Paintings 1978–2018, 3 Bände, David Zwirner Books / Thames & Hudson 2017–2019.
- Daniel Richter. Bilder von früh bis heute, hrsg. mit Verena Dengler, Max Hollein, Roberto Ohrt, Cord Riechelmann und Yvonne Quirmbach, Hatje Cantz, Berlin 2023, ISBN 978-3-7757-5425-5.
- Daniel Richter – Limbo, hrsg. mit Hella Pohl, Thaddaeus Ropac 2023, ISBN 978-3-901935-70-1.